# Southern Air (compagnia aerea)

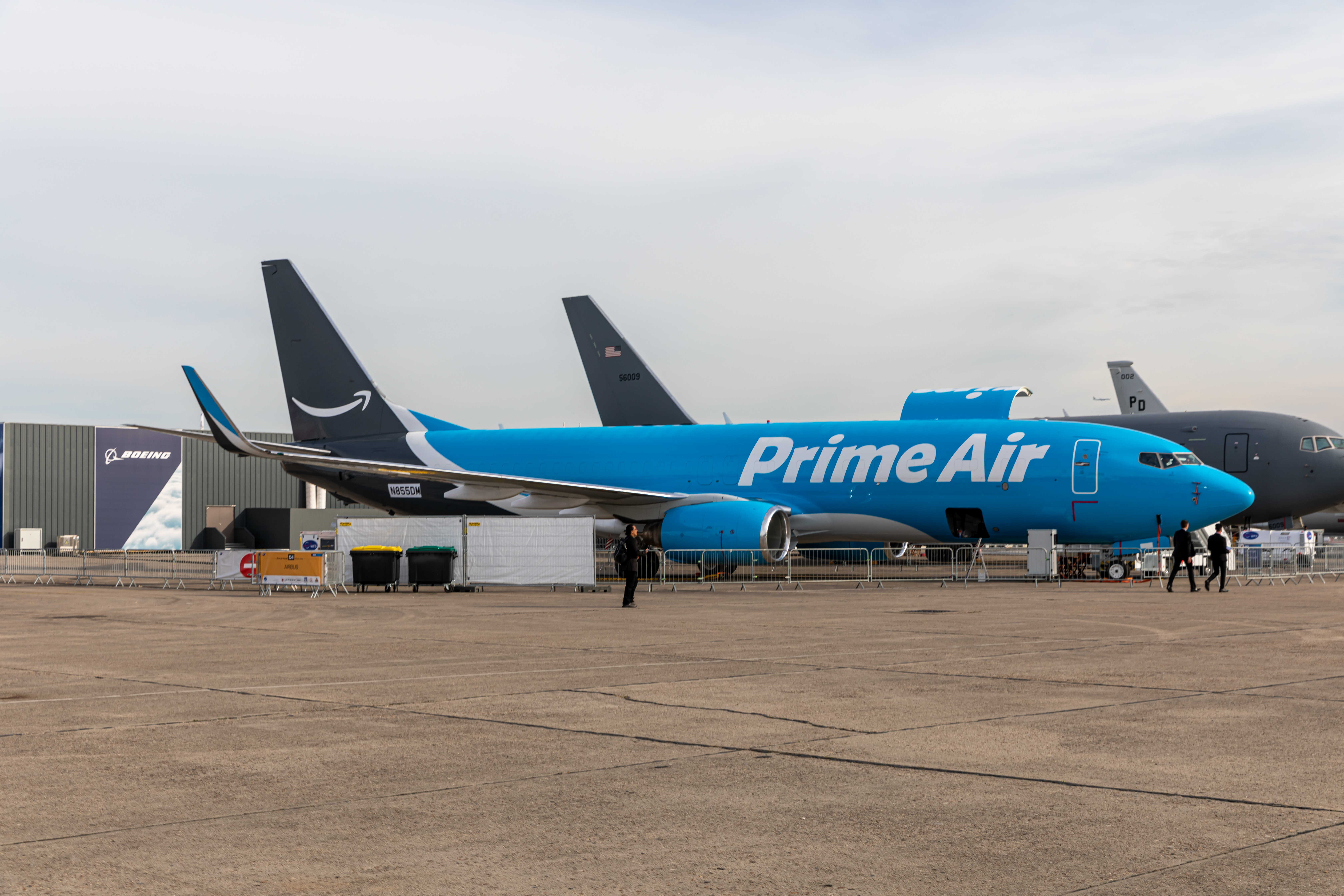
Uno dei Boeing 737-800 operato per conto dell'aerolinea di Amazon.

Southern Air Inc., era una compagnia aerea cargo con sede legale a Hebron e amministrativa a Florence, entrambe nel Kentucky. Era un vettore cargo certificato da FAA (Part 121) ed era una delle sole tre compagnie aeree cargo USA che operavano con Boeing 777F (tutto-merci).

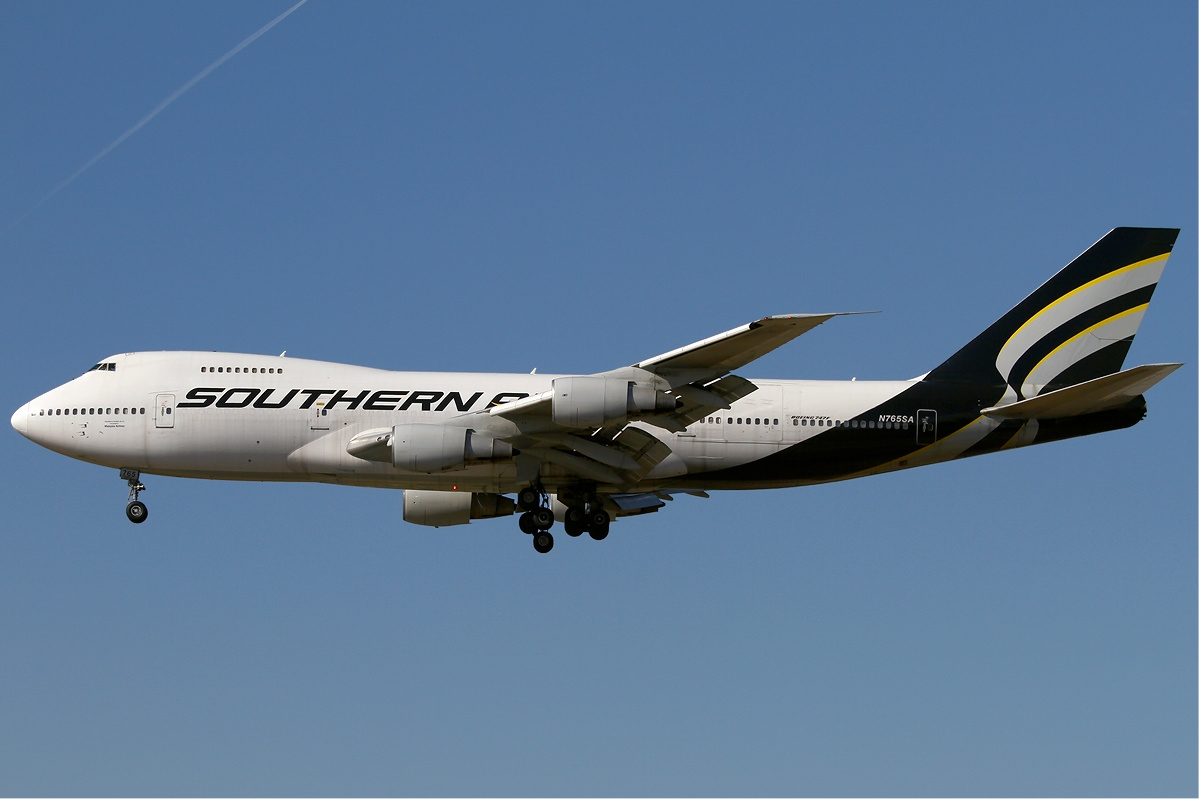
Uno dei Boeing 747-200 nella livrea originale della società.

La flotta era interamente composta da Boeing: B.777F e B.737-800(BCF). La vasta gamma di attività comprendeva: ACMI a lungo termine, charter commerciali su richiesta, flotta a disposizione della Riserva Civile del Dipartimento della Difesa. Inoltre alcune delle maggiori imprese di logistica del mondo, nonché agenzie governative e organizzazioni non governative. Nel 2021 è confluita in Atlas Air.

## Storia
La società fu stata fondata il 10 marzo 1999 da James Neff, recuperando le attività della defunta Southern Air Transport, e iniziò le operazioni nel maggio dell'anno succesivo. La flotta iniziale fu costituita da vari modelli del Boeing 747 "Jumbo": 747-200, 747-300 e 747-400(BDSF).
Il 7 settembre 2007, Oak Hill Capital Partners acquistò la maggioranza delle azioni e all'inizio del 2008 unì quelle di Cargo 360. All'inizio del 2010 Southern Air prese in consegna due Boeing 777F. Nello stesso periodo adottò anche una nuova livrea e un nuovo marchio aziendale.
All'inizio del 2011 la società stipulò un contratto pluriennale con DHL Aviation: con i B.777 fu in grado di trasportare nelle ore notturne pacchi espressi tramite i nodi operativi di Cincinnati, Bahrain, Hong Kong e Anchorage, aumentando le opzioni di consegna di  DHL ai propri clienti. Nello stesso anno iniziò il graduale ritiro dei Boeing 747.
Il 28 settembre 2012, Southern Air inoltrava istanza di protezione fallimentare (Chapter 11) ed usciva da tale situazione all'inizio del 2013. Nel corso dell'anno successivo prese in consegna cinque Boeing 737-400(SF).
Il 7 aprile 2016, Atlas Air Worldwide Holdings acquistò Southern Air per 110 milioni di dollari pagandola interamente in contanti. Il contratto era in realtà per Worldwide Air Logistics Group Inc. e le due filiali operative, Southern Air Inc. e la similare Florida West International Airways Inc. Nel febbraio 2017 quest'ultima fu chiusa e annullato il certificato operativo (COA).
Il 17 novembre 2021, Southern Air è stata completamente integrata in Atlas Air attraverso un processo di fusione, ponendo fine a oltre un ventennio di operazioni.

## Flotta
Al momento della fusione con Atlas Air, Southern Air aveva in flotta otto Boeing 737-800(BCF) e nove Boeing 777F.
In precedenza aveva volato con:
- Boeing 737-400
- Boeing 747-200
- Boeing 747-300
- Boeing 747-400